# Got Talent Portugal
Got Talent Portugal é um talent show adaptado para Portugal do original britânico Britain's Got Talent.  
Em Portugal, as suas primeiras duas "encarnações" tiveram o nome de Aqui Há Talento (2007) - emitido pela RTP1 - e Portugal Tem Talento (2011) - emitido pela SIC. Com o regresso do franchise à RTP1, em 2015, passou a ter o nome atual. 
Este programa percorre o país em busca de novos e diversos talentos: mágicos, ventríloquos, cantores, declamadores, bailarinos, artistas de rua, acrobatas, comediantes, malabaristas, entre muitos outros. Sem limite de idades, é um formato único no seu conceito de busca de um verdadeiro talento, seja individual ou em grupo, e dá a oportunidade a pessoas anónimas de poderem mostrar os seus dotes artísticos nas mais diversas áreas.

## Edições
| Edição                | Canal | Início      | Fim         | Nome                 | Vencedores/as                   | Vencedores/as       | Jurados (ordem das cadeiras) | Jurados (ordem das cadeiras) | Jurados (ordem das cadeiras) | Jurados (ordem das cadeiras) |
| Edição                | Canal | Início      | Fim         | Nome                 | Concorrente                     | Jurado              | 1                            | 2                            | 3                            | 4                            |
| --------------------- | ----- | ----------- | ----------- | -------------------- | ------------------------------- | ------------------- | ---------------------------- | ---------------------------- | ---------------------------- | ---------------------------- |
| 1                     | RTP1  | 28.jan 2007 | 4.mar 2007  | Aqui Há Talento!     | Abstractin'                     | Sem Jurado Vencedor | Paulo Dias                   | Sílvia Rizzo                 | Joaquim Monchique            | -                            |
| 2                     | SIC   | 30jan 2011  | 24.abr 2011 | Portugal Tem Talento | Filipe Santos                   | Sem Jurado Vencedor | Ricardo Pais                 | Conceição Lino               | José Diogo Quintela          | -                            |
| 3                     | RTP1  | 18.jan 2015 | 12.abr 2015 | Got Talent Portugal  | ArtGym                          | Sem Jurado Vencedor | Manuel Moura dos Santos      | Sofia Escobar                | Pedro Tochas                 | Rui Massena                  |
| 4                     | RTP1  | 7.fev 2016  | 1.mai 2016  | Got Talent Portugal  | Micaela Abreu                   | Sem Jurado Vencedor | Manuel Moura dos Santos      | Sofia Escobar                | Mariza                       | Pedro Tochas                 |
| 5                     | RTP1  | 19.mar 2017 | 28.mai 2017 | Got Talent Portugal  | António Casalinho               | Sem Jurado Vencedor | Manuel Moura dos Santos      | Cuca Roseta                  | Jurado convidado             | Pedro Tochas                 |
| 6                     | RTP1  | 18.mar 2018 | 20.mai 2018 | Got Talent Portugal  | Ninfas do Atlântico             | Sem Jurado Vencedor | Manuel Moura dos Santos      | Cuca Roseta                  | Jurado convidado             | Pedro Tochas                 |
| 7                     | RTP1  | 19.jan 2020 | 7.jun 2020  | Got Talent Portugal  | João Pataco e Miguel Tira Picos | Sem Jurado Vencedor | Manuel Moura dos Santos      | Cuca Roseta                  | Sofia Escobar                | Pedro Tochas                 |
| A Batalha dos Jurados | RTP1  | 14.jun 2020 | 26.jul 2020 | Got Talent Portugal  | A Batalha dos Jurados           | António Casalinho   | Manuel Moura dos Santos      | Cuca Roseta                  | Sofia Escobar                | Pedro Tochas                 |
| 8                     | RTP1  | 25.Abr 2021 | 25.Jul 2021 | Got Talent Portugal  | FadoAlado                       | Sem Jurado Vencedor | Manuel Moura dos Santos      | Cuca Roseta                  | Sofia Escobar                | Pedro Tochas                 |
| 9                     | RTP1  | 13.Fev 2022 | 01.Mai 2022 | Got Talent Portugal  | ACRO AAS                        | Sem Jurado Vencedor | Manuel Moura dos Santos      | Cuca Roseta                  | Sofia Escobar                | Pedro Tochas                 |
| 10                    | RTP1  | 14.Jan 2024 | 07.Abr 2024 | Got Talent Portugal  | Sofia Rolão                     | Sem Jurado Vencedor | Manuel Moura dos Santos      | Inês Aires Pereira           | Filomena Cautela             | Rui Massena                  |
| 11                    | RTP1  | 12.Jan 2025 | 30.Mar 2025 | Got Talent Portugal  | Gil Brito                       | Sem Jurado Vencedor | Manuel Moura dos Santos      | Inês Aires Pereira           | Filomena Cautela             | Rui Massena                  |

| Ano  | Canal | Temporada | Apresentadores                            |
| ---- | ----- | --------- | ----------------------------------------- |
| 2007 | RTP1  | 1         | Sílvia Alberto                            |
| 2011 | SIC   | 2         | Bárbara Guimarães                         |
| 2015 | RTP1  | 3         | Marco Horácio                             |
| 2016 | RTP1  | 4         | Vanessa Oliveira e José Pedro Vasconcelos |
| 2017 | RTP1  | 5         | Sílvia Alberto e Pedro Fernandes          |
| 2018 | RTP1  | 6         | Sílvia Alberto e Pedro Fernandes          |
| 2020 | RTP1  | 7         | Sílvia Alberto                            |
| 2020 | RTP1  | BDJ       | Sílvia Alberto                            |
| 2021 | RTP1  | 8         | Sílvia Alberto                            |
| 2022 | RTP1  | 9         | Sílvia Alberto                            |
| 2024 | RTP1  | 10        | Sílvia Alberto                            |
| 2025 | RTP1  | 11        | Sílvia Alberto                            |

## Audiências
| Edição                         | Canal | Horário          | Episódios | Transmissão             | Transmissão            | Audiência            | Audiência            |
| Edição                         | Canal | Horário          | Episódios | Estreia                 | Final                  | Estreia              | Final                |
| ------------------------------ | ----- | ---------------- | --------- | ----------------------- | ---------------------- | -------------------- | -------------------- |
| Aqui Há Talento                | RTP1  | Sábado às 22h    | 6         | 28 de janeiro de 2007   | 4 de março de 2007     | 11,4% 31,4% de share | 10,6% 33% de share   |
| Portugal tem Talento           | SIC   | Domingo às 21h30 | 13        | 30 de janeiro de 2011   | 24 de abril de 2011    | 16,1% 38,4% de share | 8,3% 37% de share    |
| Got Talent Portugal 1.ª edição | RTP1  | Domingo às 21h00 | 13        | 18 de janeiro de 2015   | 12 de abril de 2015    | 9,7% 20,4% de share  | 10,1% 22,5% de share |
| Got Talent Portugal 2.ª edição | RTP1  | Domingo às 21h00 | 13        | 7 de fevereiro de 2016  | 1 de maio de 2016      | 12,1% 24,1% de share | 10,8% 26,3% de share |
| Got Talent Portugal 3.ª edição | RTP1  | Domingo às 21h00 | 10        | 19 de março de 2017     | 28 de maio de 2017     | 10,1% 20,8% de share | 9,8% 21,6% de share  |
| Got Talent Portugal 4.ª edição | RTP1  | Domingo às 21h00 | 10        | 18 de março de 2018     | 20 de maio de 2018     | 9,3% 18,8% de share  | 11,5% 22,9% de share |
| Got Talent Portugal 5.ª edição | RTP1  | Domingo às 21h00 | 10        | 19 de janeiro de 2020   | 7 de junho de 2020 (*) | 9,1% 17,5% de share  | 7,1% 14,8% de share  |
| Got Talent Portugal 6.ª edição | RTP1  | Domingo às 21h00 | 10        | 13 de fevereiro de 2022 | 1 de maio de 2022      | 6,1% 12,4% de share  | 5,4% 12,1% de share  |
| Got Talent Portugal 7.ª edição | RTP1  | Domingo às 21h00 | 10        | 13 de fevereiro de 2022 | 1 de maio de 2022      | 7,3% 14,6% de share  | 4,8% 11% de share    |

(*) A 5.ª edição do formato foi interrompida no dia 8 de março de 2020 devido à Pandemia de COVID-19, tendo sido retomada no dia 10 de maio. 